# Buckhead Ridge
Buckhead Ridge és una concentració de població designada pel cens dels Estats Units a l'estat de Florida. Segons el cens del 2000 tenia 1.390 habitants.

## Demografia
Segons el cens del 2000, Buckhead Ridge tenia 1.390 habitants, 694 habitatges, i 465 famílies. La densitat de població era de 412,8 habitants per km².
Dels 694 habitatges en un 8,9% hi vivien nens de menys de 18 anys, en un 57,8% hi vivien parelles casades, en un 5,5% dones solteres, i en un 32,9% no eren unitats familiars. En el 26,1% dels habitatges hi vivien persones soles el 18,2% de les quals corresponia a persones de 65 anys o més que vivien soles. El nombre mitjà de persones vivint en cada habitatge era de 2 i el nombre mitjà de persones que vivien en cada família era de 2,33.
Per edats la població es repartia de la següent manera: un 9,9% tenia menys de 18 anys, un 3,5% entre 18 i 24, un 12,3% entre 25 i 44, un 31,2% de 45 a 60 i un 43,2% 65 anys o més.
L'edat mediana era de 62 anys. Per cada 100 dones de 18 o més anys hi havia 98,6 homes.
La renda mediana per habitatge era de 26.406 $ i la renda mediana per família de 28.047 $. Els homes tenien una renda mediana de 36.563 $ mentre que les dones 25.726 $. La renda per capita de la població era de 16.475 $. Entorn del 13,5% de les famílies i el 19,4% de la població estaven per davall del llindar de pobresa.

## Poblacions més properes
El següent diagrama mostra les poblacions més properes.